# Maarten Kloosterman
Maarten Diederik (Maarten) Kloosterman (Utrecht, 27 augustus 1942) is een voormalige roeier. Hij vertegenwoordigde Nederland eenmaal op de Olympische Spelen, maar won bij die gelegenheid geen medailles.
In 1968 maakte hij zijn olympisch debuut op de Spelen van Mexico-Stad. Bij de acht met stuurman finishte hij in de B-finale met een tijd van 6.14,18 en moest hiermee genoegen nemen met een achtste plaats.
Kloosterman is aangesloten bij de Amsterdamse studentenroeivereniging ASR Nereus. Hij studeerde medicijnen en werd later arts (gynaecoloog).

## Palmares

### Roeien (vier zonder stuurman)
- 1965: 4e EK
- 1966:  WK in Bled - 6.20,33
- 1969: 4e EK

### Roeien (acht met stuurman)
- 1968: 8e OS - 6.14,18

### Roeien overig
- 1965: Varsity Oude Vier (vier met)
- 1966: Varsity Oude Vier (vier met)
- 1969: Henley Steward cup (vier zonder)
- 1969: open Duits kampioen (acht)

Maarten Kloosterman · 
Piet Bon · 
Eric Niehe · 
Jaap Reesink · 
Gee van Enst · 
Jan Steinhauser · 
Eric Wesdorp · 
Jan van Laarhoven · 
Arthur Koning (stuurman)